# Seznam představitelů Kosova

Znak Kosovské republiky

Seznam představitelů Kosova zahrnuje předsedy vlád a prezidenty Kosova od vyhlášení první Kosovské republiky 22. září 1991 po současnost.

## Předsedové vlády Kosova
| Pořadí                               | Portrét                              | Jméno (Narození–Úmrtí)                                          | V úřadu                              | V úřadu                              | V úřadu                              | Politická příslušnost                | Volby                                |
| Pořadí                               | Portrét                              | Jméno (Narození–Úmrtí)                                          | Od                                   | Do                                   | Doba v úřadu                         | Politická příslušnost                | Volby                                |
| První Kosovská republika (1991–2000) | První Kosovská republika (1991–2000) | První Kosovská republika (1991–2000)                            | První Kosovská republika (1991–2000) | První Kosovská republika (1991–2000) | První Kosovská republika (1991–2000) | První Kosovská republika (1991–2000) | První Kosovská republika (1991–2000) |
| ------------------------------------ | ------------------------------------ | --------------------------------------------------------------- | ------------------------------------ | ------------------------------------ | ------------------------------------ | ------------------------------------ | ------------------------------------ |
| 1                                    |                                      | Jusuf Zejnullahu (1944–)                                        | 7. září 1990                         | 5. října 1991                        | 1 rok, 28 dní                        | LDK                                  | —                                    |
| 2                                    |                                      | Bujar Bukoshi (narozen 1947)                                    | 5. října 1991                        | 1. února 2000                        | 8 let, 119 dní                       | LDK                                  | —                                    |
| —                                    |                                      | Hashim Thaçi (narozen 1968) prozatímní předseda vlády v opozici | 2. dubna 1999                        | 1. února 2000                        | 305 dní                              | PDK                                  | —                                    |
| Kosovo pod správou OSN (1999–2008)   |                                      |                                                                 |                                      |                                      |                                      |                                      |                                      |
| 3                                    |                                      | Bajram Rexhepi (1954–2017)                                      | 4. března 2002                       | 3. prosince 2004                     | 2 roky, 274 dní                      | PDK                                  | 2001                                 |
| 4                                    |                                      | Ramush Haradinaj (narozen 1968)                                 | 3. prosince 2004                     | 8. března 2005                       | 95 dní                               | AAK                                  | 2004                                 |
| —                                    |                                      | Adem Salihaj (narozen 1950) zastupující                         | 8. března 2005                       | 25. března 2005                      | 17 dní                               | LDK                                  | —                                    |
| 5                                    |                                      | Bajram Kosumi (narozen 1960)                                    | 25. března 2005                      | 10. března 2006                      | 350 dní                              | PPK                                  | —                                    |
| 6                                    |                                      | Agim Çeku (narozen 1960)                                        | 10. března 2006                      | 9. ledna 2008                        | 1 rok, 305 dní                       | nezávislý                            | —                                    |
| 7                                    |                                      | Hashim Thaçi (narozen 1968)                                     | 9. ledna 2008                        | 17. února 2008                       | 39 dní                               | PDK                                  | 2007                                 |
| Kosovská republika (od 2008)         |                                      |                                                                 |                                      |                                      |                                      |                                      |                                      |
| (7)                                  |                                      | Hashim Thaçi (narozen 1968)                                     | 17. února 2008                       | 9. prosince 2014                     | 6 let, 295 dní                       | PDK                                  | 2007 2010                            |
| 8                                    |                                      | Isa Mustafa (narozen 1951)                                      | 9. prosince 2014                     | 9. září 2017                         | 2 roky, 274 dní                      | LDK                                  | 2014                                 |
| (4)                                  |                                      | Ramush Haradinaj (narozen 1968)                                 | 9. září 2017                         | 3. února 2020                        | 2 roky, 147 dní                      | AAK                                  | 2017                                 |
| 9                                    |                                      | Albin Kurti (narozen 1975)                                      | 3. února 2020                        | 3. června 2020                       | 121 dní                              | LVV                                  | 2019                                 |
| 10                                   |                                      | Avdullah Hoti (narozen 1976)                                    | 3. června 2020                       | 22. března 2021                      | 292 dní                              | LDK                                  | –                                    |
| (9)                                  |                                      | Albin Kurti (narozen 1975)                                      | 22. března 2021                      | doposud                              | 4 roky a 108 dní                     | LVV                                  | 2021                                 |

## Prezidenti Kosova
| Pořadí                               | Portrét                              | Jméno (Narození–Úmrtí)                    | V úřadu                              | V úřadu                              | V úřadu                              | Politická příslušnost                | Zvolen(a)                            |
| Pořadí                               | Portrét                              | Jméno (Narození–Úmrtí)                    | Od                                   | Do                                   | Doba v úřadu                         | Politická příslušnost                | Zvolen(a)                            |
| První Kosovská republika (1991–2000) | První Kosovská republika (1991–2000) | První Kosovská republika (1991–2000)      | První Kosovská republika (1991–2000) | První Kosovská republika (1991–2000) | První Kosovská republika (1991–2000) | První Kosovská republika (1991–2000) | První Kosovská republika (1991–2000) |
| ------------------------------------ | ------------------------------------ | ----------------------------------------- | ------------------------------------ | ------------------------------------ | ------------------------------------ | ------------------------------------ | ------------------------------------ |
| 1                                    |                                      | Ibrahim Rugova (1944–2006)                | 25. ledna 1992                       | 1. února 2000                        | 8 let, 7 dní                         | LDK                                  | 1992                                 |
| Kosovo pod správou OSN (1999–2008)   |                                      |                                           |                                      |                                      |                                      |                                      |                                      |
| (1)                                  |                                      | Ibrahim Rugova (1944–2006)                | 4. března 2002                       | 21. ledna 2006 †                     | 3 roky, 323 dní                      | LDK                                  | 2002                                 |
| —                                    |                                      | Nexhat Daci (narozen 1944) zastupující    | 21. ledna 2006                       | 10. února 2006                       | 20 dní                               | LDK                                  | —                                    |
| 2                                    |                                      | Fatmir Sejdiu (narozen 1951)              | 10. února 2006                       | 17. února 2008                       | 2 roky, 7 dní                        | LDK                                  | 2006                                 |
| Kosovská republika (od 2008)         |                                      |                                           |                                      |                                      |                                      |                                      |                                      |
| (2)                                  |                                      | Fatmir Sejdiu (narozen 1951)              | 17. února 2008                       | 27. září 2010                        | 2 roky, 222 dní                      | LDK                                  | 2008                                 |
| —                                    |                                      | Jakup Krasniqi (narozen 1951) zastupující | 27. září 2010                        | 22. února 2011                       | 148 dní                              | PDK                                  | —                                    |
| 3                                    |                                      | Behgjet Pacolli (narozen 1951)            | 22. února 2011                       | 4. dubna 2011                        | 41 dní                               | AKR                                  | 2011                                 |
| —                                    |                                      | Jakup Krasniqi (narozen 1951) zastupující | 4. dubna 2011                        | 7. dubna 2011                        | 3 dny                                | PDK                                  | —                                    |
| 4                                    |                                      | Atifete Jahjaga (narozena 1975)           | 7. dubna 2011                        | 7. dubna 2016                        | 5 let                                | nezávislá                            | 2011                                 |
| 5                                    |                                      | Hashim Thaçi (narozen 1968)               | 7. dubna 2016                        | 5. listopadu 2020                    | 4 roky, 212 dní                      | PDK                                  | 2016                                 |
| —                                    |                                      | Vjosa Osmani (narozena 1982) zastupující  | 5. listopadu 2020                    | 22. března 2021                      | 137 dní                              | Guxo                                 | —                                    |
| —                                    |                                      | Glauk Konjufca (narozen 1981) zastupující | 22. března 2021                      | 4. dubna 2021                        | 13 dní                               | LVV                                  | —                                    |
| 6                                    |                                      | Vjosa Osmani (narozena 1982)              | 4. dubna 2021                        | doposud                              | 4 roky a 95 dní                      | Guxo                                 | 2021                                 |